# Josh Hartnett
Joshua Daniel Hartnett (født 21. juli 1978) er en amerikansk skuespiller. Han blev kendt for sine rolle i filmen Halloween H20: 20 Years Later (1998), og har siden medvirket i Black Hawk Down, Here on Earth, Pearl Harbor, Wicker Park, Lucky Number Slevin, The Black Dahlia, Ressurecting the Champ, 30 Days of Night og Sin City.

## Biografi

### Opvækst
Hartnett blev født i Minnesota og voksede op (mest) sammen med sin far, Daniel Hartnett, og hans stedmor Molly. Hartnett har 3 yngre halvsøskende; Jessica, Jack og Joe. Hartnetts forfædre er fra Irland. Hartnett voksede op i Saint Paul, med romersk-katolske normer, hvorved han blev optaget på Nativity of Our Lord Catholic Grade School, hvor han spillede rollen som Adam Apple i hans 8. klasses opsætning af "Krazy Kamp". Han blev senere optaget på Cretin-Derham Hall High School, inden han flyttede til South High School i Minneapolis, Minnesota, som han gratuerede fra i juni 1996. Hartnett var en meget aktiv rugbyspiller i high school, men blev nødt til at stoppe, da han brækkede sit venstre knæ.
Hartnett blev optaget på "State University of New York" i Purchase (SUNY), New York. Han fik sit første rigtige job i en lokal video-forretning, men han har også arbejdet på Burger King og McDonalds, men i en kort periode, inden han fik brev om at han var blevet optaget på Youth Performance Company i Minneapolis. Hartnett er vegetar og en meget stor jazz fan.

## Filmografi

### Film
| År   | Titel                             | Rolle                          | Noter |
| ---- | --------------------------------- | ------------------------------ | --- |
| 1998 | Halloween H20: 20 Years Later     | John Tate                      | Nominated – Blockbuster Entertainment Award for Favorite Male Newcomer Nominated – MTV Movie Award for Best Breakthrough Male Performance |
| 1998 | The Faculty                       | Zeke Tyler                     | Nominated – Saturn Award for Best Performance by a Younger Actor |
| 1999 | The Virgin Suicides               | Trip Fontaine                  | |
| 2000 | Here on Earth                     | Jasper Arnold                  | Nominated – Teen Choice Award for Choice Breakout Star |
| 2001 | Black Hawk Down                   | SSG Matt Eversmann             | Nominated – Phoenix Film Critics Society Award for Best Acting Ensemble (shared with the cast) Nominated – Teen Choice Award for Choice Action Movie Actor |
| 2001 | Blow Dry                          | Brian Allen                    | |
| 2001 | O                                 | Hugo Goulding                  | |
| 2001 | Pearl Harbor                      | Danny Walker                   | Nominated – MTV Movie Award for Best Male Performance Nominated – Teen Choice Award for Choice Movie Actor Nominated – Razzie Award for Worst Screen Couple (with Ben Affleck) |
| 2001 | Short6                            | Gianni                         | A compilation of six cinematic shorts |
| 2001 | Town & Country                    | Tom Stoddard                   | |
| 2002 | 40 Days and 40 Nights             | Matt Sullivan                  | Nominated – Teen Choice Award for Choice Chemistry (shared with Shannyn Sossamon) |
| 2003 | Hollywood Homicide                | K. C. Calden                   | |
| 2003 | Zéro Un                           | The Neighbor                   | A compilation of ten cinematic shorts produced by Luc Besson |
| 2004 | Wicker Park                       | Matthew Simon                  | |
| 2005 | Mozart and the Whale              | Donald Morton                  | |
| 2005 | Sin City                          | The Salesman / The Lady Killer | |
| 2005 | Stories of Lost Souls             | The Neighbor                   | |
| 2006 | The Black Dahlia                  | Dwight "Bucky" Bleichert       | |
| 2006 | Lucky Number Slevin               | Slevin Kelevra                 | Won – Best Acting Performance Male (tied with Peter Falk) – 2006 Milan International Film Festival |
| 2007 | Resurrecting the Champ            | Erik Kernan                    | |
| 2007 | Stories USA                       | Gianni                         | |
| 2007 | 30 Days of Night                  | Eben Oleson                    | Nominated – Teen Choice Award for Choice Horror Movie Actor |
| 2008 | August                            | Tom Sterling                   | Also producer Spectrum – 2008 Sundance Film Festival Contemporary World Cinema – 2008 Seattle International Film Festival Narrative Feature Films – 2008 Brooklyn International Film Festival Horizons – 2008 Karlovy Vary International Film Festival International Section – 2008 Oldenburg International Film Festival World Cinema – 2008 Flanders International Film Festival Ghent Spirit of Freedom: Dramatic – 2008 Bahamas International Film Festival |
| 2009 | I Come with the Rain              | Kline                          | |
| 2010 | Bunraku                           | The Drifter                    | |
| 2011 | Girl Walks into a Bar             | Sam Salazar                    | |
| 2011 | Stuck Between Stations            | Paddy                          | |
| 2013 | The Lovers                        | James Stewart / Jay Fennel     | |
| 2014 | Parts per Billion                 | Len                            | |
| 2015 | Wild Horses                       | KC Briggs                      | |
| 2017 | Oh Lucy!                          | John Woodruff                  | |
| 2017 | The Ottoman Lieutenant            | Jude                           | |
| 2017 | 6 Below: Miracle on the Mountain  | Eric LeMarque                  | Also producer |
| 2019 | She's Missing                     | Ren                            | |
| 2020 | Inherit the Viper                 | Kip Riley                      | |
| 2020 | Target Number One                 | Victor Malarek                 | Also known as Most Wanted |
| 2020 | Valley of the Gods                | John Ecas                      | |
| 2021 | Wrath of Man                      | Dave "Boy Sweat" Hancock       | |
| 2021 | Ida Red                           | Wyatt Walker                   | |
| 2023 | Operation Fortune: Ruse de Guerre | Danny Francesco                | |
| 2023 | Oppenheimer                       | Ernest Lawrence                | Won — Critics' Choice Movie Award for Best Acting Ensemble Won — Satellite Award for Best Cast – Motion Picture Won — Screen Actors Guild Award for Outstanding Performance by a Cast in a Motion Picture |
| 2024 | Trap                              | Cooper / The Butcher           | Post-production |
| TBA  | The Long Home                     | TBA                            | Completed |

### Tv
| År        | Titel                      | Rolle                                          | Noter                                                                  |
| --------- | -------------------------- | ---------------------------------------------- | ---------------------------------------------------------------------- |
| 1997–1998 | Cracker                    | Michael Fitzgerald                             | Main role                                                              |
| 2008      | T Takes                    | Josh                                           | Web series                                                             |
| 2014–2016 | Penny Dreadful             | Ethan Chandler / Lawrence Talbot / the Wolfman | Main role Nominated – Fangoria Chainsaw Award for Best TV Actor (2017) |
| 2015      | Drunk History              | Clark Gable                                    | Episode: "Miami"                                                       |
| 2020      | Die Hart                   | Josh Hartnett                                  | 4 episodes                                                             |
| 2020      | Paradise Lost              | Yates Forsythe                                 | Main role                                                              |
| 2021      | Exterminate All the Brutes | White Man                                      | Miniseries; main role                                                  |
| 2022      | The Fear Index             | Alexander Hoffmann                             | Miniseries; main role                                                  |
| 2023      | Black Mirror               | David Ross                                     | Episode: "Beyond the Sea"                                              |
| 2024      | The Bear                   | Frank                                          | Episode: "Violet"                                                      |

### Teater
| År   | Titel         | Rolle           | Noter |
| ---- | ------------- | --------------- | --- |
| 2008 | Rain Man      | Charlie Babbitt | Won – The Dewynters London Newcomer of the Year // WhatsOnStage Awards The Theatregoers' Choice                                                              |
| 2008 | 24 Hour Plays | Main Man        | Annual fundraiser at the Old Vic theater involving actors, writers and directors joining forces to create and present a series of six plays all within a day |

### Musikvideoer
| År   | Titel                  | Kunstner     | Noter                          |
| ---- | ---------------------- | ------------ | ------------------------------ |
| 1999 | "Playground Love"      | Air          | The Virgin Suicides soundtrack |
| 2001 | "There You'll Be"      | Faith Hill   | Pearl Harbor soundtrack        |
| 2002 | "Travelin' Soldier"    | Dixie Chicks | Home                           |
| 2010 | "Pursuit of Happiness" | Kid Cudi     | Producer                       |